# Mesolithischer Fundplatz Bremen

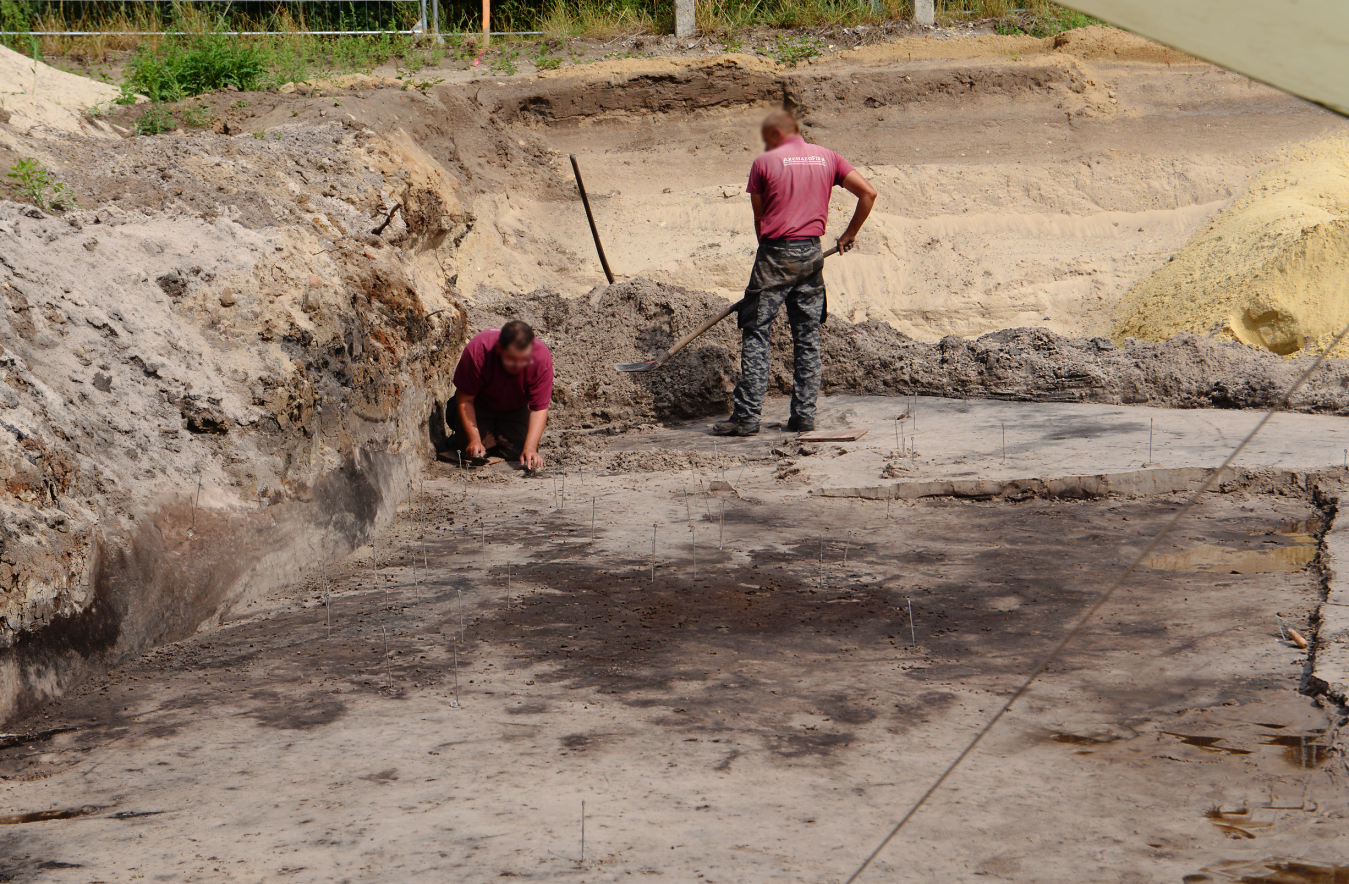
Mesolithischer Fundplatz Bremen, Freilegung einer steinzeitlichen Feuerstelle

Der Mesolithische Fundplatz Bremen ist ein archäologischer Fundstellenkomplex in Bremen, die im Jahr 2020 entdeckt wurde. Zu ihm gehören mehrere ehemalige Freilandstationen saisonal sesshafter Jäger und Sammler aus der Zeit des Mesolithikums vor etwa 10.000 Jahren. Es handelt sich um die ältesten ausgegrabenen und dokumentierten Befunde von Siedlungsresten in Bremen.
Die Fundstelle befindet sich im Bremer Ortsteil Lehe südlich der Autobahn A 27 und westlich der Universität Bremen sowie des Kuhgrabens. Sie liegt auf einem etwa in Ost-West-Richtung ausgerichteten Dünenzug, der parallel zu einem verlandeten Fluss verläuft.
Der Fundplatz wurde bei archäologischen Untersuchungen während des Neubaus der Bremer Feuerwache Nordost entdeckt. Bei den Ausgrabungen wurden anhand von Erdverfärbungen 13 Feuerstellen festgestellt. Außerdem fanden sich 10 Werkplätze für die Herstellung von Steingeräten. Die Fundstücke in Form von 5000 Artefakten aus Feuerstein waren durch eine Bodenschicht aus Auelehm gut konserviert. Unter den Funden sind 80 Mikrolithen, die als Pfeilbewehrungen verwendet wurden. Gegenstände aus organischem Material, wie Knochen und Holz, haben sich nicht erhalten, da sie in den entkalkten Sandböden vergangen sind. Ähnliche steinzeitliche Funde wurden beim Bau der östlich gelegenen Universität in den 1970er Jahren geborgen.
Der Archäologe und Ausgrabungsleiter Klaus Gerken datiert die Fundstelle in eine frühe Phase des Mesolithikums im Übergang vom späten Präboreal ins frühe Boreal. Dies ist eine Zeitspanne von 9000 bis 8000 v. Chr. Zur näheren Datierung sind an der Holzkohle der Feuerstellen Untersuchungen mittels der Radiocarbonmethode vorgesehen. Laut Dieter Bischop von der Landesarchäologie Bremen habe die Fundstelle einen unvergleichbaren Charakter und gehöre zu den besten, die es aus dieser Zeitepoche gebe.